# Parc Nacional Natural Los Nevados
El Parc Nacional Natural Los Nevados 38.000 hectàrees i està ocupa localitzat a la Cordillera Central dels Andes colombians. El volcà Nevado del Ruiz amb els seus 5.300 metres d'altitud domina el parc natural. De les 55 àrees protegides de Colòmbia, el Parc Nacional Natural va ser la tercera més visitada el 2009, amb 50.045 visitants. El més visitat va ser el Parc Nacional Natural Corales del Rosario y San Bernardo seguit del Parc Nacional Natural Tayrona.
El parc és la llar de 1.250 espècies de plantes vasculars, 200 bryophyta, 300 líquens i 180 fongs macroscòpics. En els vessants més baixos i en les valls hi predominen Ceroxylon quindiuense. El bosc andí superior té arbres que arriben fins a 30 metres d'alçada. De les aus destaquen Momotus momota, Ognorhynchus icterotis, Bolborhynchus ferrugineifrons, el còndor dels Andes, Grallaria milleri i l'ànec de Jamaica. El colibrí Oxypogon guerinii és endèmic de la regió. Dels mamífers destaquen el tapir de muntanya, Tremarctos ornatus, pudus, Leopardus tigrinus i opòssum d'Azara.